# 扎博尔斯科耶农村居民点
扎博尔斯科耶农村居民点（俄语：Заборское сельское поселение）是俄罗斯联邦沃洛格达州塔尔诺加区所属的一个农村居民点。其下辖有43个居民点，行政中心为克拉斯诺耶。据2015年统计，该农村居民点的人口为1051人。